# Berchem-Sainte-Agathe
Berchem-Sainte-Agathe (in olandese Sint-Agatha-Berchem) è uno dei 19 comuni bilingue del Belgio situato nella Regione di Bruxelles-Capitale. Al 1º gennaio 2007, aveva una popolazione di 20 431 abitanti su una superficie di 2,9 km².

## Geografia fisica
Dal 1954, Berchem-Sainte-Agathe fa parte dei 19 comuni dell'agglomerato di Bruxelles-Capitale. Prima il comune apparteneva alla parte fiamminga dell'antica Provincia del Brabante. Confinando a nord con i comuni di Asse e Ganshoren, a sud con Molenbeek-Saint-Jean, a ovest con Dilbeek, a est con Koekelberg e Molenbeek-Saint-Jean, si trova a nord-ovest di Bruxelles.
Comune intermedio fra le zone residenziali di Koekelberg e Molenbeek, ed il nord ovest del Brabante fiammingo (Pajottenland), la regione è ancora in gran parte votata all'agricoltura. La sua superficie totale di ettari 295, fa di Berchem-Sainte-Agathe una delle zone meno estese dell'agglomerato della grande Bruxelles.
Situato a un'altitudine oscillante fra i 35 e i 75 metri sul l.d.m., Berchem-Sainte-Agathe è attraversato da tre piccoli corsi d'acqua (Molenbeek, Paruck e il collettore di Bruxelles), che si vanno poi ad immettere nella Senne. Il rilievo altimetrico è influenzato dalla rete idrografica: ai tre bacini dei corsi d'acqua corrispondono tre valli orientate nord-sud per quella di Molenbeek e est-ovest per quelle di Paruk e del collettore di Bruxelles.

## Storia
Alcuni ritrovamenti fatti a Berchem-Sainte-Agathe hanno consentito di datare il suo territorio al mesolitico ed al neolitico. Si può quindi pensare che il territorio potesse essere occupato in quei periodi.
La presenza sul territorio di insediamenti romani non ci è nota, ma le città romane dei comuni vicini come (Anderlecht, Jette e Wemmel), così come l'importanza degli insediamenti romani sulla riva sinistra della Senna, lasciano immaginare che Berchem-Sainte-Agathe sia stata occupata durante quel periodo.
Nel Medioevo, e parzialmente fino al XIX secolo, il territorio di Berchem inglobava parte degli attuali comuni di Ganshoren, Dilbeek, Grand-Bigard e Asse oltre che alla totalità del comune di Koekelberg. Pertanto la superficie di Berchen doveva essere intorno ai 420 ettari.
La più antica menzione di Berchem risale al 1132 ed è riportata in un atto nel quale la chiesa di Berchem viene citata come una succursale di quella di Wemmel, fatto confermato fino al 1258.
Nel XV secolo il villaggio fu luogo di estrazione di pietre da costruzione oltre che di produzione di cereali. Nei secoli successivi il centro si popolò di locande e birrerie per accogliere i viaggiatori che si spostavano da Gand a Bruxelles, prima del loro arrivo nella capitale.
Alla fine del XVI secolo e nel secolo successivo Berchem subì una diminuzione della popolazione in seguito alle guerre che si succedettero nella regione. La linea di tendenza si invertì nel XVIII secolo con il raddoppio dei suoi abitanti dal 1709 al 1800. Nel 1841 Koekelberg acquisì l'indipendenza, a seguito di una querelle giuridica, e la popolazione passò così da 1560 a 672 abitanti.
La popolazione si pensa fosse di 3 500 abitanti all'inizio della prima guerra mondiale. Dopo la fine della guerra Berchem ebbe un nuovo incremento della sua popolazione dovuto all'urbanizzazione borghese e alla costruzione di abitazioni popolari. Il progetto fu realizzato dall'architetto Victor Bourgeois nel 1927.
Nei decenni seguenti alla seconda guerra mondiale ebbe luogo una grande urbanizzazione e l'immigrazione che fece raggiungere una popolazione di circa 18 500 abitanti già nel 1976. Nei venticinque anni successivi non vi fu però una sostanziale modifica di questa cifra.

## Feste
Il 5 febbraio si festeggia la ricorrenza del martirio della santa patrona di Berchem, la vergine e martire sant'Agata.

Cité Moderne / Moderne Wijk (1922-1925)
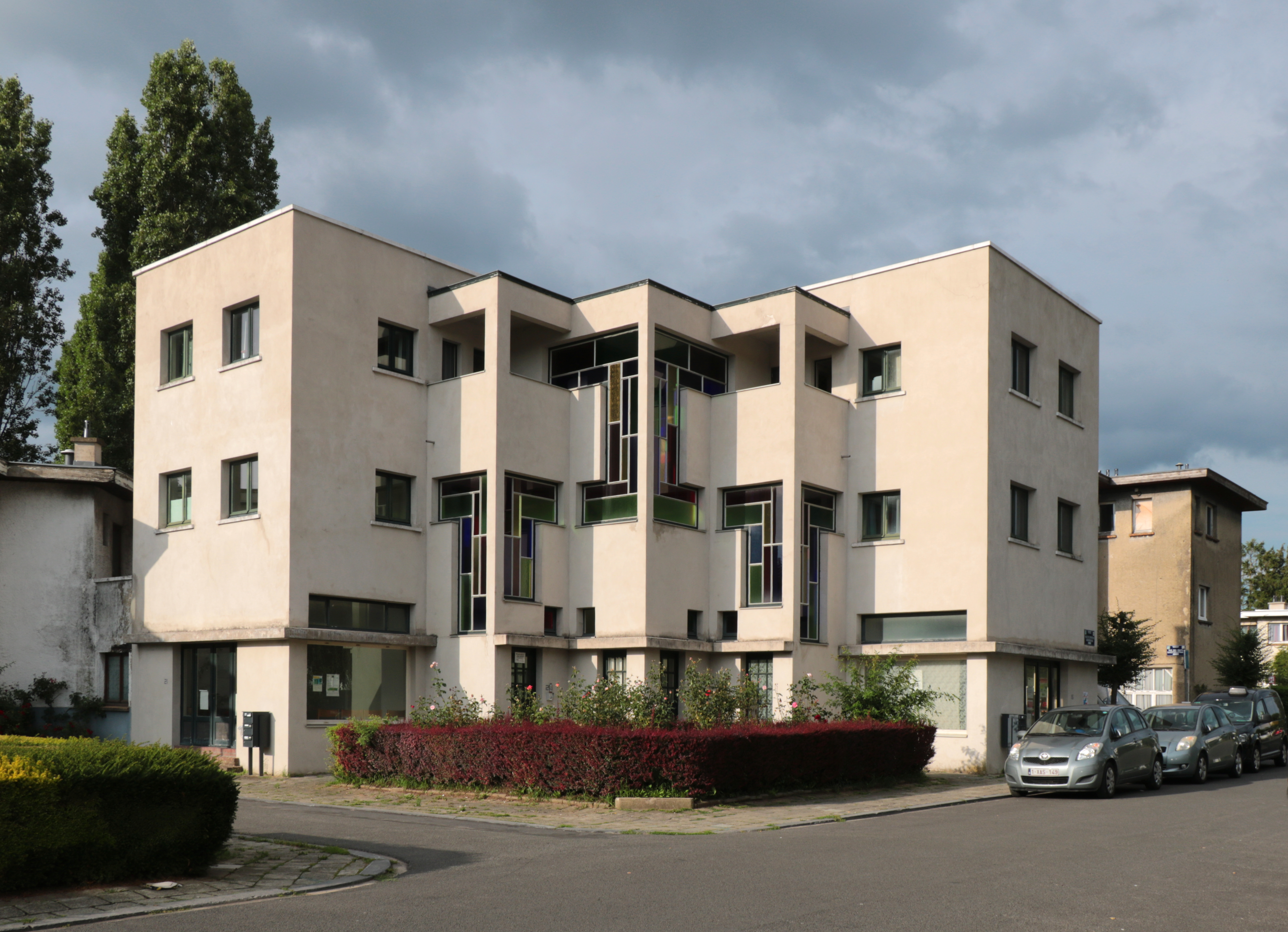
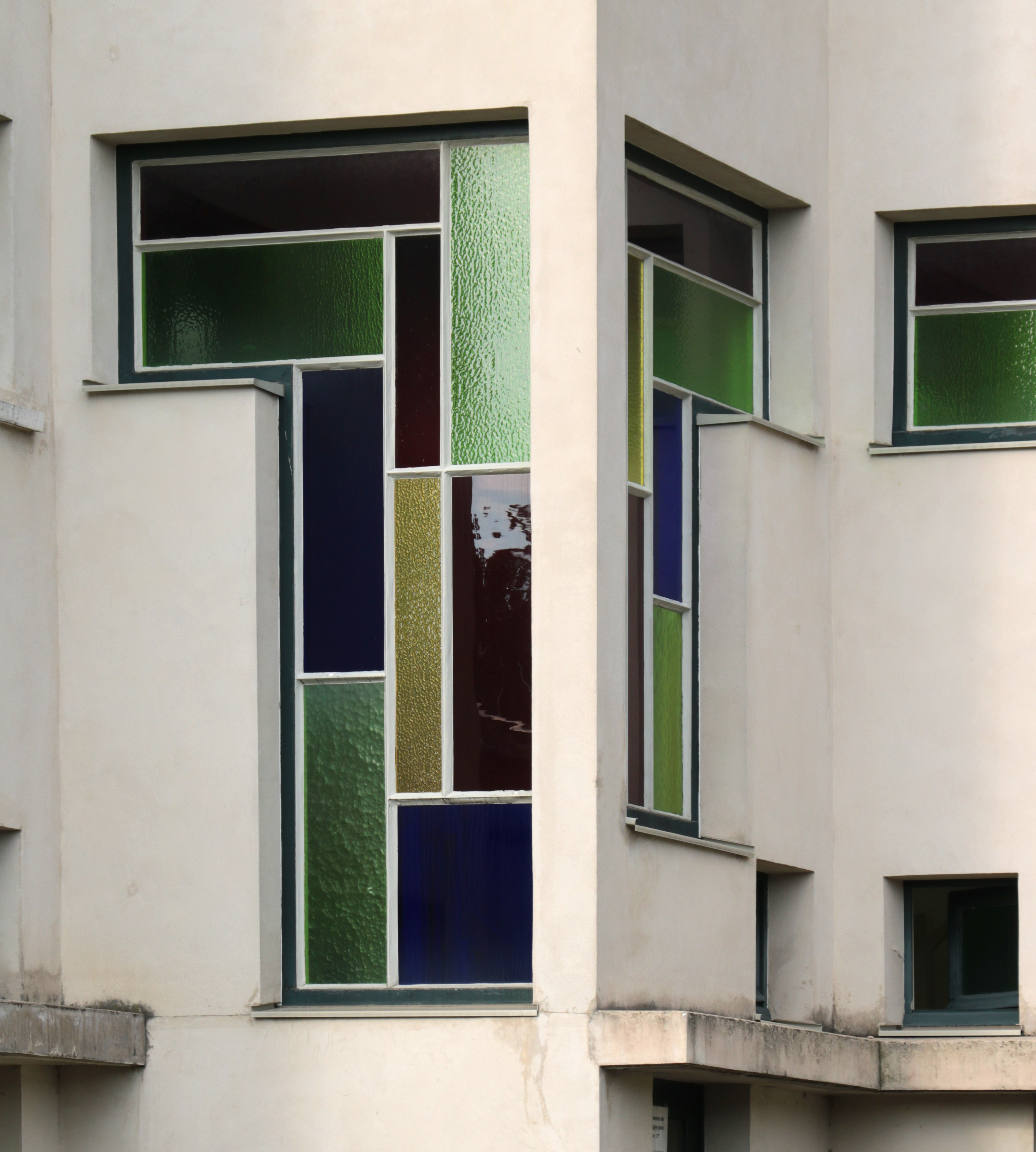
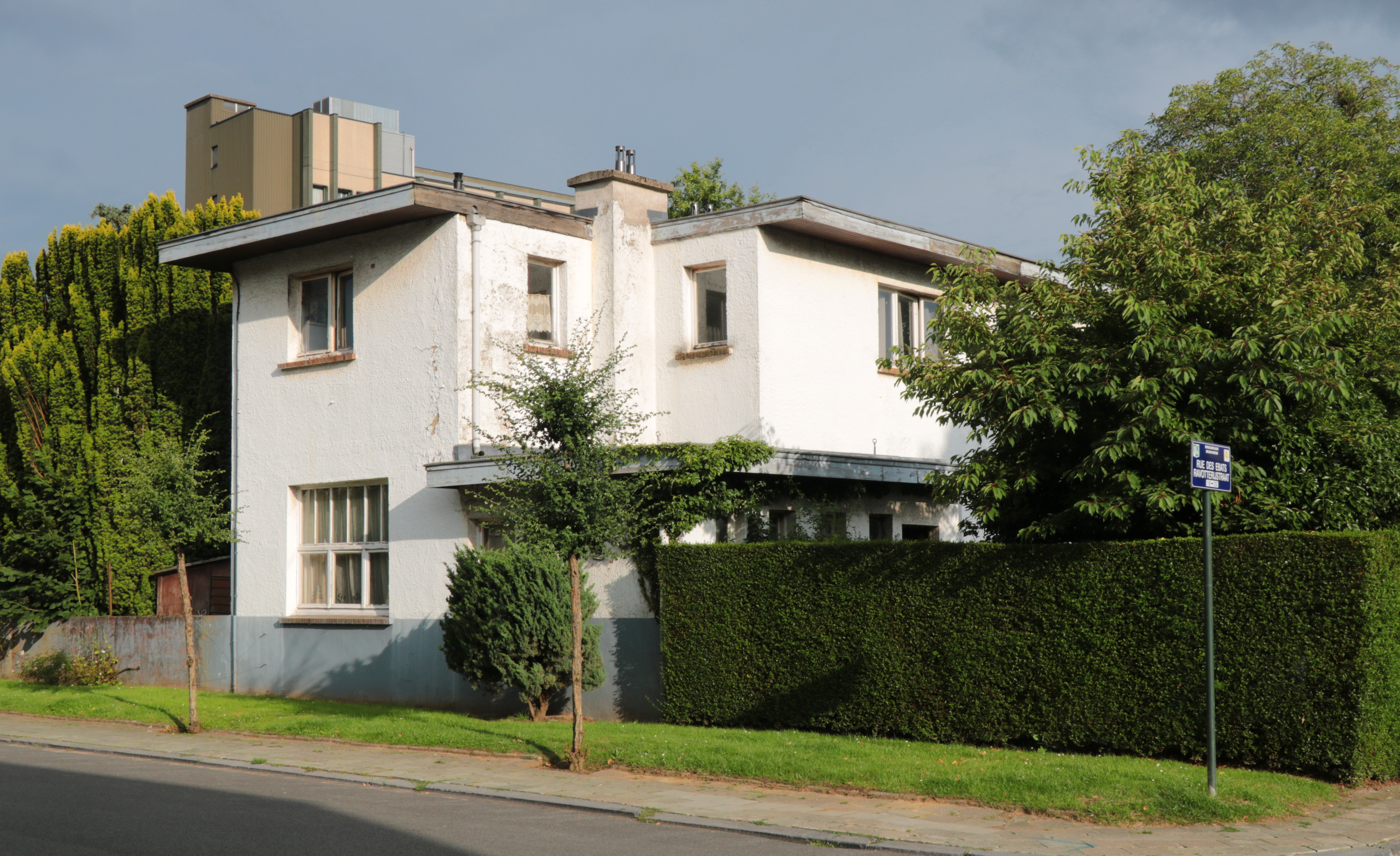